# Coronel Martínez de Hoz
Coronel Martínez de Hoz, es una localidad del partido de Lincoln, provincia de Buenos Aires, Argentina.
En el año 1904 fue habilitada la estación ferroviaria correspondiente al Ferrocarril Sarmiento y en sus alrededores se fue conformando la localidad.

## Rescate Monumento
En Cojudo Muerto, estaba emplazado desde 1952 un busto de Evita que en 1955, antes del golpe que derrocó a Perón, fue llevado por vecinos al campo de uno de la familia Cartechini.
Cuando en septiembre de 1955 el golpe se produjo y los antiperonistas fueron a derribar el busto, quedaba solamente el pedestal. Durante los años que duró la proscripción, el dato de la ubicación real del busto  fue un secreto colectivo que fue guardado y transmitido de padres a hijos para cuando llegara el momento de que el busto de Evita pudiera volver a su lugar original. En 1987 cuando se produjo “el desentierro”, palabra que en Cojudo Muerto remite directamente a aquel día. Fue finalmente hallada la cisterna que contenía el busto de Evita resurgió intacto, sin un solo rasguño, apenas sucio por la tierra que lo había protegido.
El busto fue prolijamente limpiado y poco después después de décadas el monumento fue recolocado en la plaza

## Importantes hallazgos paleontológicos
Durante febrero y marzo de 2009, arqueólogos pertenecientes al CONICET y al INCUAPA (Grupo
Investigaciones Arqueológicas y Paleontológicas del Cuatenario Pampeano de la [[Universidad Nacional del
Centro de la provincia de Buenos Aires]]) efectuaron un rescate arqueológico en las orillas de la laguna
localizada en las proximidades de la localidad.
El sitio arqueológico, denominado Laguna de los Pampas, fue descubierto en 2008 por un vecino
oriundo de la localidad
Entre los hallazgos más destacados en este sitio están los restos óseos humanos correspondientes a, por lo
menos, seis individuos.
La mayoría de los restos estaban redepositados en la orilla de la laguna y por lo tanto estaban
desarticulados. Los restos pertenecen a cuatro individuos adultos y a dos niños (entre 3 y 6 años).
El fechado de carbono 14 realizado en la Universidad de Arizona que arrojó una edad calibrada de 10.050
años antes del presente, procedía del único individuo que estaba parcialmente enterrado in situ, es decir que varias unidades óseas mantenían sus relaciones anatómicas y que no había sido aun totalmente
desarticulado por la erosión de la laguna. 
Durante el rescate también se recuperó gran cantidad de huesos pertenecientes a diversas especies de
animales como, por ejemplo, guanaco, venado de las pampas, armadillos, ñandú y algunos restos de gran
tamaño de megamamíferos que actualmente se encuentran extinguidos y que finalmente podrían haber
sido cazados por los habitantes del sitio.
También se hallaron abundantes herramientas, entre las que se destaca la cantidad y variedad de
instrumentos de piedra que han sido confeccionados sobre rocas cuyos afloramientos se localizan a más de
250 km.  Es posible que estos esqueletos estén relacionados directamente con las primeras oleadas de poblaciones asiáticas, que llegaron a América hace por lo menos 15.000 años atrás.

## Acceso
Se accede por camino pavimentado desde las ciudades de Carlos Casares y Lincoln a través de la ruta provincial 50 hasta el acceso por la ruta provincial 70.

## Distancias
- Carlos Casares 60 km
- Lincoln 66 km
- Nueve de julio 115 km

## Toponimia
El nombre de la localidad recuerda a Miguel Federico Martínez de Hoz, militar argentino que combatió en la guerra del Paraguay.

## Población
Cuenta con 1,041 habitantes (Indec, 2010), lo que representa un incremento del 10% frente a los 941 habitantes (Indec, 2001) del censo anterior.
| Gráfica de evolución demográfica de Coronel Martínez de Hoz entre 1991 y 2022 |
|                                                                               |
| Fuente: Censos nacionales del INDEC                                           |